# Nicola Nocella
Nicola Nocella (Terlizzi, 14 giugno 1981) è un attore italiano.

## Biografia
Nato a Terlizzi, ma cresciuto a Corato (ambedue in provincia di Bari), dopo la maturità scientifica ed alcune esperienze radiofoniche locali, frequenta dal 2004 al 2006 il Centro Sperimentale di Cinematografia.
A partire dal 2007 è testimonial in alcuni spot televisivi, tra cui Fastweb e Land Rover, e debutta in televisione nella fiction Caterina e le sue figlie 2, diretta da Vincenzo Terracciano.
Al cinema è protagonista nel 2010 di un'interpretazione che lo premierà con il Nastro d'argento come migliore attore esordiente per Il figlio più piccolo di Pupi Avati.
Nel 2011 si aggiudica nuovamente il Nastro d'argento come migliore attore protagonista per il cortometraggio Omero bello di nonna ed entra nel cast di R.I.S. Roma, dove interpreta Ninni Zanchi alias Maiale, uno dei membri della Banda del Lupo.
Nel 2013 prosegue il sodalizio con Fabio Volo, affiancandolo nel film Studio illegale nel quale interpreta Tiziano, un giovane avvocato.
Nello stesso anno interpreta John Belushi (a cui lo lega una somiglianza fisica) nello spettacolo teatrale Sangue impazzito, che ripercorre la vita artistica dell'attore a 30 anni dalla morte.
Nel 2017 torna in sala con Easy - Un viaggio facile facile nei panni del protagonista Isidoro che gli vale un premio extra-festival dei critici locali, il Boccalino d'Oro quale miglior attore  e la candidatura ai David di Donatello come miglior attore protagonista. 
Nel 2022, invece, appare nel cast del film Black Parthenope del regista Alessandro Giglio, dove interpreta uno dei protagonista, ovvero Gianni Di Marino, un uomo rappresentante una burocrazia corrotta.

## Filmografia

### Cinema
- Extraterrestri, regia di Renato Chiocca (2005)
- Ma che ci faccio qui!, regia di Francesco Amato (2006)
- Come tu mi vuoi, regia di Volfango De Biasi (2007)
- Un'estate al mare, regia di Carlo Vanzina (2008)
- Indovina chi sposa mia figlia!, regia di Neele Leana Vollmar (2009)
- Il figlio più piccolo, regia di Pupi Avati (2010)
- La città invisibile, regia di Giuseppe Tandoi (2010)
- 20 sigarette, regia di Aureliano Amadei (2010)
- Cacao, regia di Luca Rea (2010)
- Omero bello di nonna, regia di Marco Chiarini - cortometraggio (2011)
- Studio illegale, regia di Umberto Carteni (2013)
- Bella di papà, regia di Enzo Piglionica - cortometraggio (2013)
- Eppideis - Seven Little Killers, regia di Matteo Andreolli (2014)
- Le frise ignoranti, regia di Antonello De Leo e Pietro Loprieno (2015)
- Il professor Cenerentolo, regia di Leonardo Pieraccioni (2015)
- Belli di papà, regia di Guido Chiesa (2015)
- Il camionista, regia di Lucio Gaudino (2016)
- Classe Z, regia di Guido Chiesa (2017)
- Gomorroide, regia di Francesco De Fraia, Raffaele Ferrante, Domenico Manfredi (2017)
- Rudy Valentino - Divo dei divi, regia di Nico Cirasola (2017)
- Easy - Un viaggio facile facile, regia di Andrea Magnani (2017)
- Stato di ebbrezza regia di Luca Biglione (2018)
- Aspettando la Bardot, regia di Marco Cervelli (2018)
- Ti presento Sofia, regia di Guido Chiesa (2018)
- Fulci for fake, regia di Simone Scafidi (2019)
- Tolo Tolo, regia di Checco Zalone (2020)
- Cobra non è, regia di Mauro Russo (2020)
- Bar Giuseppe, regia di Giulio Base (2020)
- Cambio tutto!, regia di Guido Chiesa (2020)
- Cosa sarà, regia di Francesco Bruni (2020)
- Black Parthenope, regia di Alessandro Giglio (2022)
- Il maledetto, regia di Giulio Base (2022)
- Rido perché ti amo, regia di Paolo Ruffini (2023)
- Stolen Moments, regia di Stefano Landini (2024)
- L'orto americano, regia di Pupi Avati (2024)
- La settimana senza Dio, regia di Mourad Ben Cheikh (2025)

### Televisione
- Caterina e le sue figlie 2, regia di Vincenzo Terracciano e Luigi Parisi - serie TV (2006)
- L'onore e il rispetto, regia di Salvatore Samperi - serie TV (2006)
- Io non dimentico, regia di Luciano Odorisio (2007)
- Io e mio figlio - Nuove storie per il commissario Vivaldi, regia di Luciano Odorisio - serie TV (2008)
- Un cane per due, regia di Giulio Base - film TV (2010)
- Tutti i venerdì, regia di Enzo Piglionica e Lorenzo Scaraggi (2011)
- R.I.S. Roma 2 - Delitti imperfetti, regia di Francesco Miccichè - serie TV (2011)
- R.I.S. Roma 3 - Delitti imperfetti, regia di Francesco Miccichè - serie TV, episodi 3x01 e 3x02 (2012)
- The Generi, regia di Maccio Capatonda - serie TV (2018)
- Lei mi parla ancora, regia di Pupi Avati - film TV (2021)
- Anna, regia di Niccolò Ammaniti - miniserie TV, puntata 5 (2021)

## Teatro
- Thom Pain – basato su niente di Will Eno, regia di Antonio Spadaro. Festival Quartieri dell'Arte (2008)
- Sangue impazzito - Le prime 24 ore da mito di John Belushi di e con Nicola Nocella e con Omar Pedrini. Teatro Franco Parenti Milano (2013)

## Videoclip
- Io diventerò qualcuno di Caparezza, regia di Enzo Piglionica (2009)